# 유클리드의 정리
수론에서 유클리드의 정리(Euclid의定理, 영어: Euclid’s theorem)는 무한한 수의 소수들이 존재한다는 정리이다.

## 정의
소수는 정확히 두 개의 양의 정수 약수를 갖는 양의 정수이다. 유클리드의 정리에 따르면, 소수의 집합 {\displaystyle \mathbb {P} }의 크기는 무한하다.
{\displaystyle |\mathbb {P} |=\aleph _{0}}

## 증명
수천 년 동안에 유클리드의 정리의 수많은 증명들이 발표되었다.

### 에우클레이데스의 증명
이 증명은 기원전 3세기에 작성된 에우클레이데스의 《원론》 9권 정리 20번에 수록되어 있다.
귀류법을 사용하여, 소수의 개수가 유한하다고 가정하자. 그렇다면 수
{\displaystyle q=\prod _{p\in \mathbb {P} }p+1}
를 생각하자. 이 수는
{\displaystyle q>\max \mathbb {P} }
{\displaystyle q\equiv 1{\pmod {p\in \mathbb {P} }}}
이므로 모든 소수보다 크며, 소인수를 갖지 않는다. 이는 모순이다. 따라서, 소수의 수는 무한하다.

### 골트바흐의 증명
크리스티안 골드바흐는 1730년에 레온하르트 오일러에게 보내는 서신에서 페르마 수가 쌍마다 서로소 정수들의 무한 집합을 이룬다는 것을 보여 유클리드의 정리를 증명하였다.

### 오일러의 증명
레온하르트 오일러는 유클리드의 정리를 조화 급수를 사용하여 다음과 같이 증명하였다. 산술의 기본 정리에 따라, 모든 양의 정수는 유일한 소인수 분해를 가지므로, 분배 법칙을 사용하여 다음 식이 성립함을 쉽게 알 수 있다.
{\displaystyle \prod _{p\in \mathbb {P} }{\frac {1}{1-1/p}}=\prod _{p\in \mathbb {P} }\sum _{k\geq 0}p^{-k}=\sum _{n=1}^{\infty }{\frac {1}{n}}=\infty }
우변은 조화급수이며, 이는 발산한다는 것을 쉽게 보일 수 있다. 좌변은 유한한 수들의 곱이므로, 만약 {\displaystyle \mathbb {P} }가 유한 집합이라고 하면 좌변은 유한하게 되고, 등식이 성립할 수 없다. 따라서, {\displaystyle \mathbb {P} }는 무한 집합이다.

### 퓌르스텐베르크의 증명
힐렐 퓌르스텐베르크는 다음과 같은 증명을 1955년에, 아직 학부 학생일 때 발표하였다.
{\displaystyle \mathbb {Z} } 위에, 다음과 같은 기저 {\displaystyle {\mathcal {B}}}를 갖는 위상을 정의하자.
{\displaystyle {\mathcal {B}}=\left\{a\mathbb {Z} +b\colon a,b\in \mathbb {Z} ,\;a\neq 0\right\}}
즉, {\displaystyle {\mathcal {B}}}는 등차수열들의 집합이다. 모든 기저 집합이 무한 집합이므로, 모든 열린집합은 무한 집합이다.
이 위상에서, 기저의 열린집합 {\displaystyle B\in {\mathcal {B}}}들은 다음과 같이 모두 열린닫힌집합이다.
{\displaystyle a\mathbb {Z} +b=\mathbb {Z} \setminus \bigcup _{c=b+1}^{a+b-1}(a\mathbb {Z} +c)}
이제, 다음 등식이 성립함을 쉽게 알 수 있다.
{\displaystyle \{1,-1\}=\mathbb {Z} \setminus \bigcup _{p\in \mathbb {P} }p\mathbb {Z} }
만약 {\displaystyle \mathbb {P} }가 유한 집합이라면, 우변은 유한 개의 닫힌집합의 합집합의 여집합이므로, 열린집합이다. 그러나 좌변은 유한 집합이므로 열린집합일 수 없다. 따라서, {\displaystyle \mathbb {P} }는 무한 집합이다.